# له‌بو
له‌بو (به فرانسوی: Labourd) یک منطقهٔ مسکونی در فرانسه است که در سرزمین باسک شمالی واقع شده‌است. له‌بو ۸۵۹ کیلومتر مربع مساحت و ۲۴۳٫۴۶۶ نفر جمعیت دارد.